# Kepler-1652 b
Kepler-1652 b, également connue sous le nom de KOI-2626.01, est une exoplanète de type super-Terre, probablement rocheuse, en orbite autour de la zone habitable de la naine rouge Kepler-1652 à environ 822 années-lumière de la Terre, dans la constellation du Cygne. Découverte par le télescope spatial Kepler de la NASA, Kepler-1652 b a été annoncée comme candidate en 2013, mais son existence n'a été validée qu'en 2017. Il s'agit d'une super-Terre potentielle dont le rayon fait 160 % celui de la Terre et la densité environ 9,9 g/cm3, suggérant une masse élevée et une composition de type terrestre. La planète gravite bien centrée dans la zone habitable de son système stellaire, c'est-à-dire dans la région où l'eau liquide peut exister à la surface d'une planète. Malgré cela, le Laboratoire d'habitabilité planétaire (PHL) de l'Université de Porto Rico à Arecibo n'a pas encore évalué sa potentielle habitabilité, du fait de sa découverte récente.

## Caractéristiques

### Masse, rayon et température
Kepler-1652 b, comme presque toutes les exoplanètes découvertes par le télescope spatial Kepler, a été trouvée grâce à la méthode des transits, qui exploite le fait qu'une planète bloque une petite fraction de la lumière de son étoile hôte lorsqu'elle passe entre elle et notre ligne de vue. En conséquence, le seul paramètre bien établi est son rayon. En se fondant sur la taille de l'étoile et sur la quantité de lumière bloquée, il a été calculé pour Kepler-1652 b un rayon de 1,60 R⊕, caractéristique de la gamme des super-Terres, dont les tailles s'échelonnent entre celle de la Terre et celles les géants de glace Uranus et Neptune. Habituellement, la transition entre les super-Terres rocheuses et les mini-Neptunes gazeux se situe à 1,6 R⊕, ce qui suggérerait que Kepler-1652 b pourrait être un petit géant de glace ou encore une planète océan. Cependant, Torres et al. ont calculé pour la planète une densité de 9,9+0,88
 −1,34 g/cm3, une valeur beaucoup trop élevée pour une composition riche en matières volatiles. En exploitant les valeurs du rayon et de la densité, Torres et al. ont calculé pour Kepler-1652 b une masse d'environ 7,36 +1,4 -1,76 M⊕ et une attraction gravitationnelle d'environ 2,875 fois celle de la Terre. Cela suggère une composition faite de roches et de matières solides lourdes, impliquant un pourcentage de fer plus grand que pour la Terre, probablement autour de 20 à 25 %. Kepler-1652 b a une température d'équilibre de 268 K (−5 °C), semblable à celle de la Terre qui est de 255 K (−18 °C).

### Orbite
Kepler-1652 b a une période orbitale de 38,1 jours, elle est plus de neuf fois plus courte que l'année terrestre de 365 jours. Elle a un demi-grand axe, ou rayon orbital moyen, de 0,165 4 ua, valeur six plus basse que celle de la Terre. Malgré la proximité à son étoile,Kepler-1652 b reste tempérée, en raison de la petite taille de l'étoile hôte Kepler-1652 par rapport à notre Soleil. On pense que l'excentricité de la planète est très faible.

### Étoile hôte
Kepler-1652 b tourne autour de la naine rouge Kepler-1652, également désignée KOI-2626. Sa masse est de 0,404 fois la masse du Soleil et son rayon 0,382 fois le rayon solaire, sa température est de 3638 K et son âge de 3,2 Ga. À titre de comparaison, notre Soleil a une température de 5778 K et est âgé de 4,5 Ga. Kepler-1652 a environ 1,6 à 2,6 % de la luminosité du Soleil. La magnitude apparente de l'étoile est inconnue.

## Habitabilité
Le positionnement de Kepler-1652 b dans la zone habitable de son étoile ne garantit pas son habitabilité. Plusieurs autres facteurs doivent être pris en considération, tels que la composition de l'atmosphère et la quantité de rayonnement reçue par la planète. Kepler-1652 b a une température très similaire à celle de la Terre, et reçoit l'équivalent de 81 % de l'énergie reçue par la Terre. Cela la place avantageusement au sein de la zone habitable conservatrice de son étoile et signifie qu'elle est peu susceptible de subir les ravages d'un effet de serre incontrôlable. La planète est probablement en rotation synchrone par rapport à son étoile hôte, ce qui implique pour la planète un côté chaud et un côté froid (c'est peut-être une planète de type globe oculaire), mais une atmosphère épaisse — si elle existe — peut cependant répartir la chaleur uniformément autour de la planète, permettant à plus de zones de retenir l'eau liquide.
La densité élevée de Kepler-1652 b augmente ses chances d'habitabilité. En effet la plupart des planètes caractérisées par des rayons de plus de 1,6 R⊕ devraient être entièrement recouvertes par des océans épais ou s'apparenter davantage aux géants de glace tels Uranus ou Neptune. Cependant, la densité élevée de 9,9 g/cm3 de la planète indique une composition rocheuse qui ne différerait pas trop de celle de la Terre avec cependant davantage de fer. Sans une surface rocheuse, la vie pourrait ne jamais être en mesure de se développer sur une planète. La masse de Kepler-1652 b a été calculée à environ sept fois la masse terrestre, ce qui peut aider à alimenter un champ magnétique fort.
Les naines rouges telle Kepler-1652 peuvent produire de très fortes éruptions, beaucoup plus puissantes que celles produites par le Soleil, phénomène qui peut éroder l'atmosphère des planètes en orbite, compromettant leur habitabilité. Bien que toutes les naines rouges ne soient pas aussi actives, un fort champ magnétique peut malgré tout aider à bloquer les rayonnements les plus nocifs de l'étoile hôte et ainsi les empêcher d'atteindre la surface de la planète, protégeant ainsi toute forme de vie potentielle. Par ailleurs, une masse aussi élevée que celle de Kepler-1652 b suggère l'existence d'une grande activité volcanique, qui peut être à l'origine du relâchement de grandes quantités de gaz, élaborant une épaisse atmosphère et permettant une distribution plus uniforme de l'énergie de l'étoile tout autour de la planète.
Le PHL n'a pas encore évalué l'habitabilité de Kepler-1652 b. En exploitant l'équation décrite sur le site du laboratoire PHL, qui prend en compte le rayon et le flux stellaire incident, Kepler-1652 b présente un indice de similarité avec la Terre (ESI) de 0,82.